# Дом-музей Цао Юя
Дом-музей Цао Юя (кит. упр. 曹禺故居, пиньинь Cáo Yú Gùjū) открыт в районе Хэбэй Тяньцзиня 1 мая 2010 года.

## О музее

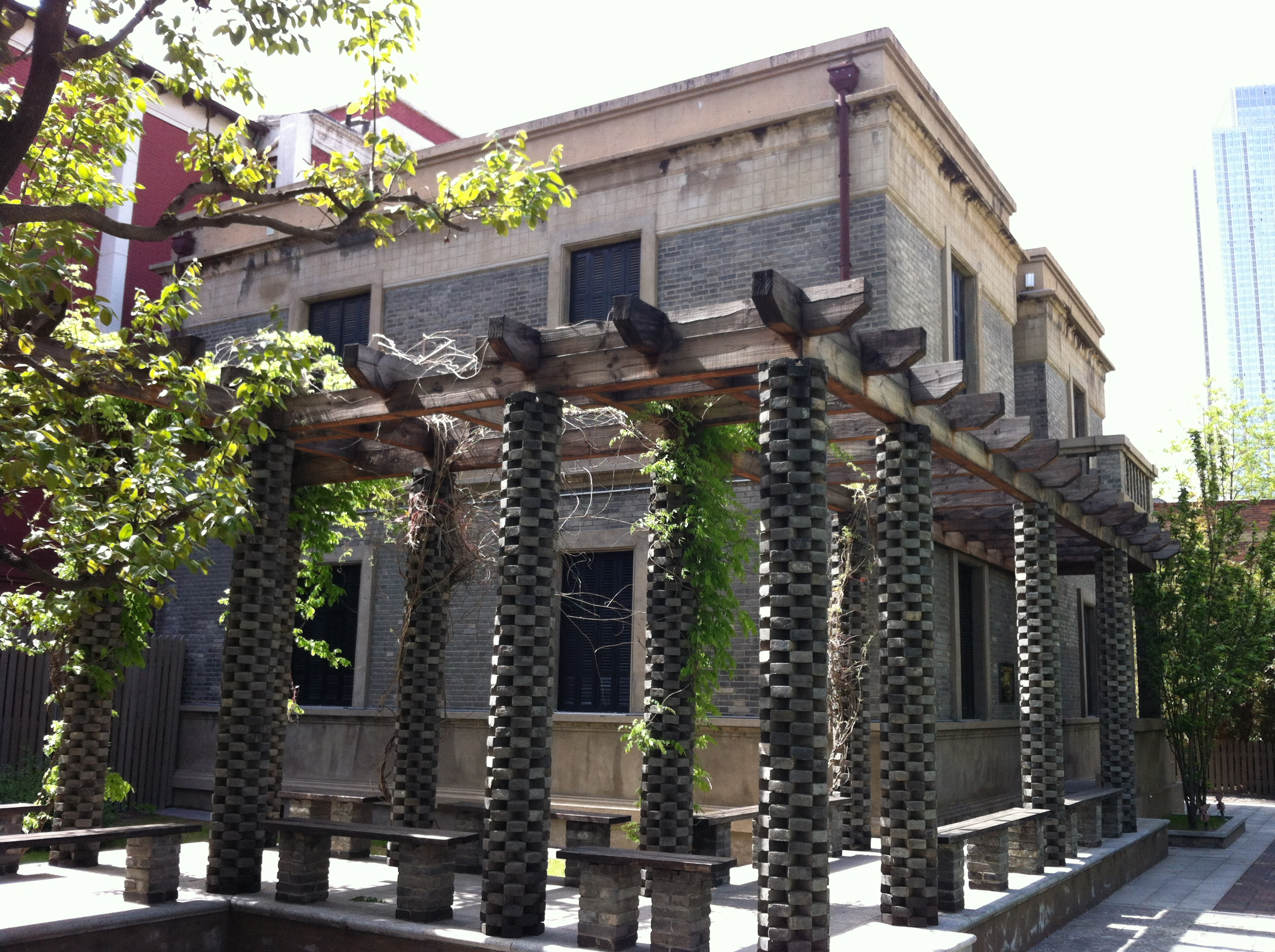
Дом-музей Цао Юя

Музей открыт в доме, где провёл детство и юность знаменитый китайский драматург Цао Юй.
Планы открыть музей появились в 1998 году, после чего проводились подготовительные работы, собирались экспонаты будущего музея, чтобы воссоздать мемориально-бытовую обстановку дома. Для посетителей двери музея открылись только 1 мая 2010 года.
Музей открыт для посещения ежедневно, кроме понедельника, с 9:00 до 16:30. Вход свободный.